# Xã Monterey, Michigan
Xã Monterey (tiếng Anh: Monterey Township) là một xã thuộc quận Allegan, tiểu bang Michigan, Hoa Kỳ. Năm 2010, dân số của xã này là 2.356 người.